# 聖米格爾 (普圖馬約省)
聖米格爾是哥倫比亞的城鎮，位於該國南部，由普圖馬約省負責管轄，毗鄰與厄瓜多爾接壤的邊境，始建於1994年，面積358平方公里，海拔高度380米，2005年人口15,225。
0°20′37″N 76°54′39″W / 0.34361°N 76.91083°W